# Martyrs Shrine
Martyrs Shrine war eine australische christliche Thrash- und Death-Metal-Band aus Melbourne, die 1995 unter dem Namen Cybergrind gegründet wurde und sich ca. 2007 auflöste.

## Geschichte
Die Band wurde im Jahr 1995 unter dem Namen Cybergrind von dem Schlagzeuger Mike Forsberg und dem Gitarristen und Sänger Mick Carlisle, die beide Mitglieder bei Mortification waren, gegründet. Ergänzt wurde die Besetzung durch den Bassisten Peter Sheils. Im Jahr 2000 erschien unter dem Namen Transcend bei Rowe Productions ein erstes Album. Nach längerer Zeit der Inaktivität wurde die Band 2005 unter dem Namen Martyrs Shrine reaktiviert. Die Besetzung bestand nun nur noch aus dem Duo bestehend aus Forsberg und Carlisle. 2007 erschien ein selbstbetiteltes Album. Hierauf ist in einem Lied Barrie Bardoe als Gastsänger zu hören. Bardoe war bereits Ende der 1990er Jahre mit Forsberg in der Gruppe Ragewar aktiv gewesen. Nach der Veröffentlichung kam es zur Auflösung der Band.

## Stil
Laut Brian Giffin in seiner Encyclopedia of Australian Heavy Metal spielte die Band unter dem Namen Cybergrind christlich orientierten Death Metal. Dem Genre sei die Band auch unter dem Namen Martyrs Shrine treu geblieben. musicmight.com ordnete Cybergrind dem Death- und Thrash-Metal zu.
Necrosarx von unclenecro.wordpress.com bezeichnete die Musik von Transcend als Thrash Metal basierten Death Metal. Die Gruppe biete dabei jedoch nichts Neues, die Musik sei nur wenig einprägsam. PMH ordnete Martyrs Shrine auch dem Death- und Thrash-Metal zu. Die Songs seien meist simpel und bestimmt, im groovenden Tempo angesiedelt und vor allem die Riffs seien dem Thrash Metal entliehen. Der Gesang sei kehlig und bestehe aus unverständlichem Growling. Die Texte seien, im Gegensatz zu Mortification, nur gelegentlich religiös geprägt. Vielmehr behandele man Themen wie falsche Werte oder Lebenserfahrungen. Den im Infoblatt erwähnten Vergleichen zu Napalm Death und Bolt Thrower konnte er nicht zustimmen, da die Band weder „die Intensität noch die nötige Geschwindigkeit aufbauen bzw. instrumental an der erwähnten Oberklasse kratzen“ könne.

## Diskografie
als Cybergrind
- 2000: Transcend (Album, Rowe Productions)

als Martyrs Shrine
- 2007: Martyrs Shrine (Album, MDF Productions)